# Uta Schmuck
Uta Schmuck   (Limbach, 19 d'agost de 1949), de casada Hoffmann, és una nedadora alemanya, ja retirada, especialista en estil lliure, que va competir durant la dècada de 1960 sota bandera de la República Democràtica Alemanya.
El 1968 va prendre part en els Jocs Olímpics d'Estiu de Ciutat de Mèxic, on va disputar tres proves del programa de natació. Formant equip amb Gabriele Wetzko, Roswitha Krause i Martina Grunert guanyà la medalla de plata en els 4x100 metres lliures. Per la seva banda, en els 100 metres lliures fou catorzena i en els 4x100 metres estils cinquena.
A nivell nacional no guanyà cap campionat de la RDA, tot i que sí aconseguí diversos podis.